# Landtagswahl in der Steiermark 1953
- VO: 1
- SPÖ: 20
- ÖVP: 21
- VDU: 6

Am 22. Februar 1953 fanden Landtagswahlen in der Steiermark statt.
Zum ersten Mal seit 1945 verlor die ÖVP den Status der stimmenstärksten Partei an die SPÖ, sie lag jedoch ein Mandat vor der SPÖ. Deshalb konnte Josef Krainer senior (ÖVP) seinen Posten als Landeshauptmann behalten.
Die ÖVP erreichte 40,7 % (21 Mandate), die SPÖ bekam 41,1 % der Stimmen (aber nur 20 Mandate), die WDU konnte den dritten Platz mit 13,6 % (6 Mandate) halten. Die KPÖ kandidierte als Liste „Volksopposition“ und erreichte mit 4,5 % ein Mandat. Die Christlich-soziale Partei trat zum ersten Mal bei steirischen Landtagswahlen an, verfehlte mit 0,2 % jedoch den Einzug in den Landtag klar.

## Wahlergebnis
|                                         | Ergebnisse 1953 | Ergebnisse 1953 | Ergebnisse 1953 | Ergebnisse 1949 | Ergebnisse 1949 | Ergebnisse 1949 | Differenzen | Differenzen | Differenzen |
| --------------------------------------- | --------------- | --------------- | --------------- | --------------- | --------------- | --------------- | ----------- | ----------- | ----------- |
|                                         | Stimmen         | %               | Mand.           | Stimmen         | %               | Mand.           | Stimmen     | %           | Mand.       |
| Abgegebene Stimmen                      | 680.151         | unbek.          | 48              | 661.986         | 97,60 %         | 48              | + 18.165    | unbek.      |             |
| Ungültige Stimmen                       | 20.232          | 2,97 %          |                 | 10.521          | 1,59 %          |                 | + 9.711     | + 1,38 %    |             |
| Gültige Stimmen                         | 659.919         | 97,03 %         |                 | 651.465         | 98,41 %         |                 | 8.454       | - 1,38 %    |             |
| Partei                                  |                 |                 |                 |                 |                 |                 |             |             |             |
| Österreichische Volkspartei (ÖVP)       | 268.546         | 40,69 %         | 21              | 279.453         | 42,90 %         | 22              | - 10.907    | - 2,21 %    | - 1         |
| Sozialistische Partei Österreichs (SPÖ) | 271.162         | 41,09 %         | 20              | 243.861         | 37,43 %         | 18              | + 27.301    | + 3,66 %    | + 2         |
| Wahlpartei der Unabhängigen (WdU)       | 89.837          | 13,61 %         | 6               | 94.698          | 14,54 %         | 7               | - 4.861     | - 0,93 %    | - 1         |
| Volksopposition (VO)                    | 29.039          | 4,40 %          | 1               | 33.052          | 5,07 %          | 1               | - 4.013     | - 0,67 %    |             |
| Christlich-soziale Partei               | 1.335           | 0,20 %          | 0               | n.k.            |                 |                 | + 1.335     | + 0,20 %    |             |